# Bussana
Bussana (Bussann-a in ligure) è una frazione del comune di Sanremo, in provincia di Imperia, già comune autonomo fino al 1928.

## Geografia fisica
La frazione di Bussana è sita al termine della valle Armea, sede degli insediamenti industriali e produttivi di maggior risalto del territorio di Sanremo.

## Origine del nome
Bussana ha indicato fino al 1887 il paese vecchio, distrutto da un terremoto ed abbandonato in tale epoca. In seguito a tale evento, gli abitanti originari rifondarono il paese nuovo tre chilometri più a valle, chiamandolo Bussana Nuova. Infine, con il toponimo Bussana Mare viene indicata la parte costiera di Bussana Nuova.
- Bussana Vecchia: il paese di Bussana fino al 1927, e dal 1960 in poi;
- Bussana Nuova: il paese di Bussana dal 1927 in poi;
- Bussana Mare: l'area costiera di Bussana.

## Storia

Le Alpi Marittime nel 1805, con Bussana nel cantone di Taggia.

L'area di Bussana fu abitata già in epoca romana; lungo la via del Mare, presso la foce del torrente Armea, si trovano gli scavi archeologici della villa romana di Bussana.
Nel 1797 a seguito della dominazione francese di Napoleone Bonaparte, che causò la caduta della Repubblica di Genova, il borgo fu annesso alla Repubblica Ligure, e nel 1805 al Primo Impero francese.
Nel 1815 fu inglobato nel Regno di Sardegna, così come stabilì il Congresso di Vienna del 1814 anche per gli altri comuni dell'ex Repubblica Ligure, e successivamente nel Regno d'Italia dal 1861.
Nel 1887 il paese vecchio venne distrutto da un terremoto, a seguito del quale esso fu abbandonato e rifondato alcuni km più a valle. Bussana perse il suo status di comune nell'aprile del 1928, quando passò sotto il comune di Sanremo.
A partire dagli anni cinquanta il vecchio paese semi diroccato è stato "ricolonizzato" da artisti, che ne hanno fatto luogo di ispirazione, chiamandolo Bussana Vecchia. Anche Bussana Mare ha visto un forte incremento residenziale e turistico. In particolare, dal 1988 è presente il nuovo Mercato dei Fiori, al cui interno nel 1990 si è tenuto il 40º Festival di Sanremo.

## Infrastrutture e trasporti

### Strade
Bussana è situata lungo la strada statale 1 Via Aurelia, sulla quale transitano le corse autofiloviarie della linea Sanremo-Taggia che nel 1942 sostituì la preesistente servizio tranviario. Proprio per consentire alla stessa di sottopassare la ferrovia, il cui binario allora seguiva un itinerario costiero, nel 1914 fu realizzata una variante della provinciale subito ad est rispetto al ponte sul torrente Armea.

### Ferrovie
Le stazioni ferroviarie più vicine sono quelle di Sanremo e Taggia-Arma sulla linea ferroviaria Genova–Ventimiglia. Dal 24 settembre 2001, dopo l'attivazione della nuova linea a due binari costruita più a monte e in galleria, la località non è più attraversata dalla ferrovia.